# Peter Jason
Peter Jason (22 de julio de 1944 – 20 de febrero de 2025) fue un actor estadounidense de cine, teatro y televisión, popular por su participación en series como Desperate Housewives y Deadwood.

## Carrera artística
Jason ha aparecido en doce películas del director Walter Hill y en siete de John Carpenter. Ha actuado en más de 100 comerciales de televisión y obras de teatro. Aportó su voz para el personaje de Dizzy Wallin en los videojuegos Gears of War 2 y su secuela, Gears of War 3. También aportó la voz del sargento Dornan en Fallout 2.
En 1990 Jason interpretó a Henry Beechwood en la película de terror Arachnophobia, la primera producción de Hollywood Pictures dirigida por Frank Marshall.